# І-190
І-190  — винищувач, біплан конструкції  Полікарпова, глибока модифікація біплана І-153, що вже вироблявся серійно.

## Історія створення
Концепція ведення повітряного бою, що існувала в СРСР наприкінці 1930-х рр.,  передбачала наявність швидкісних монопланів (основний літак), які повинні були доповнювати маневрені біплани, двомісні винищувачі та важкі двомоторні винищувачі. Відповідно до цих міркувань КБ Полікарпова на початку січня 1938 р. отримало завдання ВПС на створення маневреного біплана. Через завантаженість КБ іншими розробками приступити до проектування І-190 вдалося лише восени 1938 р. Серйозніше займатися літаком стали в лютому 1939 року після третьої макетної комісії. Перший примірник І-190 був виготовлений на заводі № 1 в жовтні 1939 р.

## Випробування і доопрацювання
15 грудня 1939 р. старший льотчик-випробувач заводу № 1 А. І. Жуков, почав виконувати пробіжки і підльоти, а 30 грудня 1939 р. виконав перший політ на літаку. В ході випробувань на І-190 також літали Давидов, Логінов, Ульяхін. На літаку був встановлений двигун М-88БРЛ (безредукторний, потужністю 1100 к.с.), який теж проходив випробування. У процесі випробувань на літаку кілька разів встановлювалися різні повітряні гвинти: АВ-2л -2, АВ-2Л3 (діаметром 2,65 м) і АВ-2Л1 (2,75 м). Перший етап випробувань був закінчений 6 червня. З гвинтом АВ-2л-2 були отримані такі результати: швидкість біля землі 375 км / год, на висоті 5000 м — 410 км / год, що нижче, ніж швидкість у І-153. Поліпшити швидкісні характеристики машини сподівалися, установкою на неї двигуна М-88Р і гвинтомоторної групи від І-180. Результати випробувань цього варіанту І-190 показали: 420 км / год при землі і 488 км / год на висоті 6000 м, стеля — 12400 м. Такі характеристики не влаштовували замовника літака тому у серійне виробництво його запускати не стали.

### Аварії

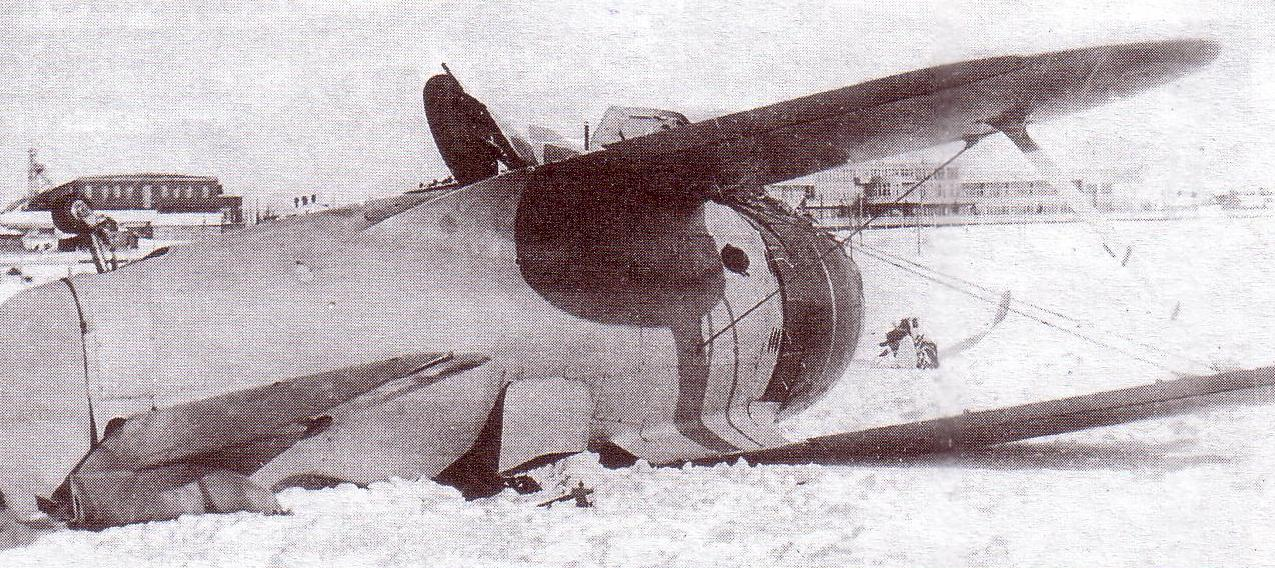
І-190 після аварії 13 лютого 1941 р.

- 1 квітня 1940 р. На І-190 пілотованому Давидовим, при заході на посадку не до кінця вийшла права стійка шасі. Пілот впорався з аварійною посадкою і пошкодження літака виявилися незначними. Після нетривалого ремонту заводські випробування продовжилися.
- В одному з польотів зірвало частину обшивки верхнього крила, але це не привело до значнішої аварії.
- 13 лютого 1941 р. На літаку, який пілотував Ульяхін, відмовив двигун М-88Р. Пілот зробив вимушену посадку в глибокий сніг на аеродромі «Тушино». І-190, що не був обладнаний лижним шасі, скапотував і отримав пошкодження, Ульяхін не постраждав. Після цієї аварії літак відновлювати не стали.

## Варіанти
- І-190 в процесі випробувань на літаку встановлювався спочатку двигун М-88БРЛ, а потім М-88Р. Варіанти зовні відрізнялися коком гвинта.
- І-191 — так іноді називали другий примірник І-190. Його планувалося оснастити двома турбокомпресорами ТК-1, що передбачало збільшення швидкості — 530 км/год на висоті 10500 м побудову літака почали на заводі № 1. Однак турбокомпресор доопрацювати не вдалося, і на початку 1941 побудову машини припинили.
- І-190 с М-56 — розглядався варіант літака з малогабаритним мотором М-56 конструкції Е. В. Урміна потужністю 850 к.с. (форсований варіант 1000л.с.), Вагою 450 кг, діаметром всього 1130 мм. (М-88 — 684 кг, діаметр 1296 мм). За розрахунками характеристики винищувача з М-56, зростали, але доведення двигуна затягнулася до самої війни.

## Конструкція

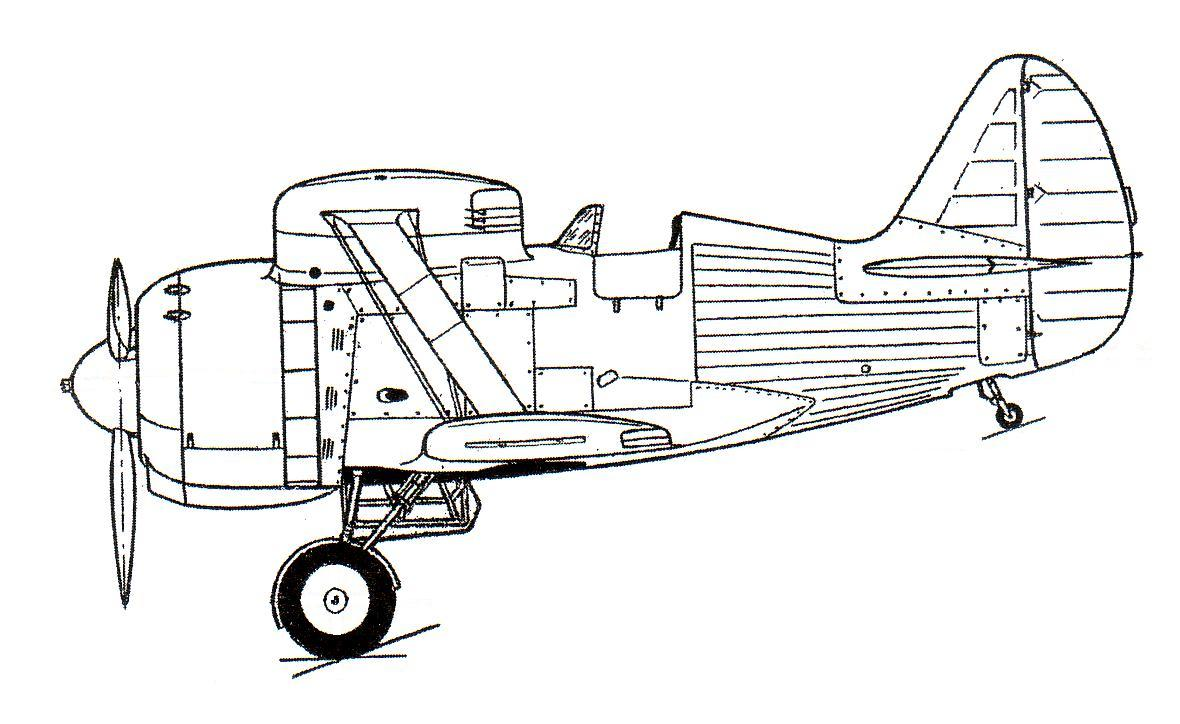
Малюнок І-190 з двигуном М-88БРЛ.

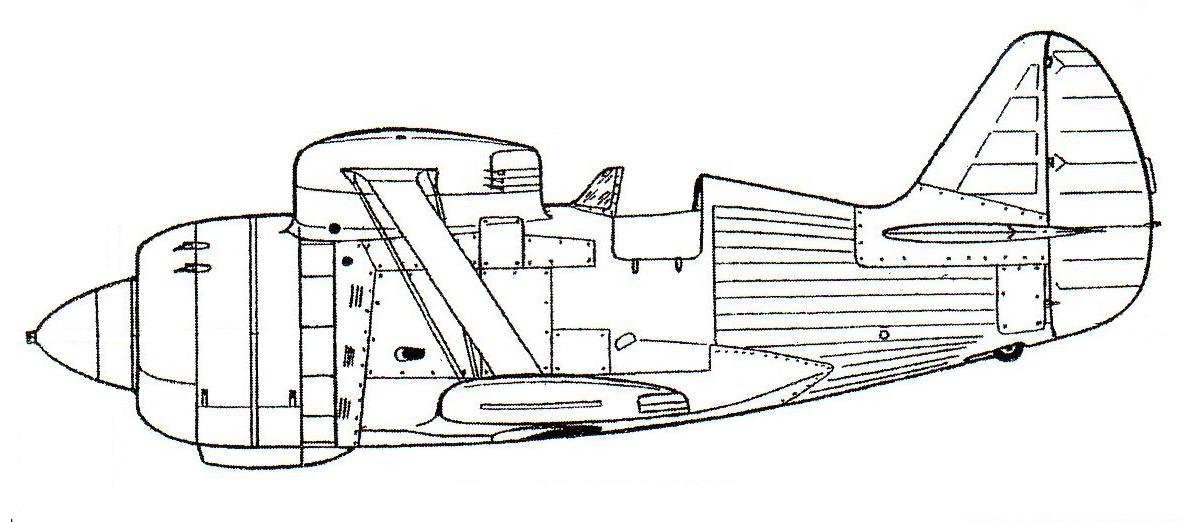
Малюнок І-190 з двигуном М-88Р.

Конструктивно І-190 подібний до І-153, що дозволяло використовувати у виробництві його технологічну оснастку. Літак мав фюзеляж ферменної конструкції, до кабіни дюралеву обшивку, полотняну в хвостовій частині. Крила дерев'яні з фанерною обшивкою. Шасі, що підіймаються, з колесами 700 х 150 мм. Капот оснащувався «спідницею» з можливістю регулювання, за ним на правому борту встановлювався мастильний радіатор.